# Chionaema quadrinotata
Chionaema quadrinotata är en fjärilsart som beskrevs av Walker 1869. Chionaema quadrinotata ingår i släktet Chionaema och familjen björnspinnare. Inga underarter finns listade i Catalogue of Life.